# Andreas Wellinger
Andreas Wellinger, né le 28 août 1995 à Ruhpolding, en Bavière, est un sauteur à ski allemand. En 2014, il est champion olympique à Sotchi dans l'épreuve par équipes. En 2018 à Peyongchang, il est médaillé dans les trois épreuves du saut à ski, à l'âge de 22 ans : champion olympique sur tremplin normal, médaille d'argent sur grand tremplin et dans l'épreuve par équipes avec l'Allemagne.

## Carrière
Membre du club de ski de Ruhpolding, il fait ses débuts en compétition internationale en 2011-2012, où il gagne son premier concours en Coupe OPA à Oberwiesenthal.
Aux Jeux olympiques de la jeunesse d'hiver de 2012, il gagne la médaille d'or au concours par équipes mixtes et est quatrième en individuel. La même année, il est médaillé de bronze par équipes aux Championnats du monde junior. À l'été 2012, il s'impose en Coupe continentale à Lillehammer, lieu même où il fait ses débuts dans la Coupe du monde en novembre 2012. Directement, il se place en tête lors de la première manche, avant de reculer au cinquième rang après la deuxième.
Il obtient ensuite deux podiums en Coupe du monde pour sa première saison dans l'élite, à Sotchi puis à Engelberg en décembre 2012 et gagne sa première compétition par équipes à Kuusamo. Durant l'été 2013, il succède à son compatriote Andreas Wank au palmarès du Grand Prix avec trois victoires à la clé. Après deux nouvelles deuxièmes places, Wellinger remporte le 16 janvier 2014 son premier concours de Coupe du monde à Wisla. Il prend part un mois plus tard aux Jeux olympiques d'hiver de 2014, où il obtient la sixième place au petit tremplin puis la 45e au grand tremplin avant de remporter le titre olympique par équipes avec Severin  Freund, Andreas Wank et Marinus Kraus. Il se classe neuvième au classement général de la Coupe du monde cet hiver.
Il commence la saison 2014-2015 par une victoire à l'épreuve par équipes de Klingenthal, où il est troisième en individuel. Cependant il chute ensuite à Kuusamo et se blesse, ce qui le contraint à manquer la Tournée des quatre tremplins. Après son retour, il est notamment vice-champion du monde junior à Almaty en individuel et est sélectionné aussi pour les Championnats du monde sénior à Falun, se classant onzième au petit tremplin.
En 2016, il est médaillé d'argent aux Championnats du monde de vol à ski à l'épreuve par équipes.
En 2017, il renoue avec la victoire en Coupe du monde à Willingen. Aux Mondiaux de Lahti, il devient champion du monde au concours par équipes mixtes et rapporte deux médailles d'argent des épreuves individuelles, seulement devancé par Stefan Kraft. Il finit sa saison au quatrième rang de la Coupe du monde, soit son meilleur jusque là.
En fin d'année 2017, il gagne à Nijni Taguil, puis établit son meilleur classement dans la Tournée des quatre tremplins, après deux troisièmes places qui le propulse sur la deuxième marche du podium à distance de Kamil Stoch, 70 points devant lui environ.
Aux Jeux olympiques 2018 de Pyeongchang, il remporte de titre olympique sur petit tremplin devant Johann André Forfang qui obtient l'argent et Robert Johansson qui obtient le bronze. Sur le grand tremplin, il est seulement battu par Kamil Stoch, pour gagner la médaille d'argent, métal qu'il obtient aussi à la compétition par équipes.
Après une saison 2018-2019 sans participation aux Championnats du monde, il subit une blessure en amont de la saison suivante (rupture des ligaments croisés) qui le prive de compétition pour cet hiver.

## Palmarès

### Jeux olympiques
| Épreuve / Édition | Sotchi 2014 | PyeongChang 2018 |
| Petit tremplin    | 6e          | Or               |
| Grand tremplin    | 45e         | Argent           |
| Par équipes       | Or          | Argent           |

### Championnats du monde
| Épreuve / Édition | Épreuve / Édition | Falun 2015 | Lahti 2017 | Seefeld 2019 | Planica 2023 | Trondheim 2025 |
| Petit tremplin    | Petit tremplin    | 11e        | Argent     | -            | Argent       | Argent         |
| Grand tremplin    | Grand tremplin    | NC         | Argent     | 32e          | 13e          | 8e             |
| Par équipes       | Par équipes       | -          | 4e         | -            | 5e           | 4e             |
| Par équipes mixte | Par équipes mixte | -          | Or         | -            | Or           | 4e             |

Légende : PT = petit tremplin, GT = grand tremplin, NC = Non classé

### Championnats du monde de vol à ski
| Épreuve / Édition | Harrachov 2014 | Tauplitz 2016 | Oberstdorf 2018 | Vikersund 2022 | Tauplitz 2024 |
| Individuel        | 13e            | 14e           | 7e              | 14e            | Argent        |
| Par équipes       | -              | Argent        | 4e              | Argent         | Bronze        |

### Coupe du monde
- Meilleur classement général : 3e en 2024.
- 2e de la Tournée des quatre tremplins 2017-2018 et Tournée des quatre tremplins 2023-2024
- 41 podiums individuels : 8 victoires, 19 deuxièmes places et 14 troisièmes places.
- 24 podiums par équipes dont 6 victoires.
- 4 podiums par équipes mixte : 2 victoires et 2 troisièmes places.
- 4 podiums en Super Team : 2 victoires, 1 deuxième place et 1 troisième place.

#### Victoires
| Année     | Lieu                                         |
| 2013-2014 | Wisła (Pologne)                              |
| 2016-2017 | Willingen (Allemagne)                        |
| 2017-2018 | Nijni Taguil (Russie)                        |
| 2022-2023 | Lake Placid (États-Unis) Râșnov (Roumanie)   |
| 2023-2024 | Oberstdorf (Allemagne) Willingen (Allemagne) |
| 2024-2025 | Ruka (Finlande) Vikersund (Norvège)          |

#### Différents classements en Coupe du monde
| Année     | Classement général final |
| 2012-2013 | 21e                      |
| 2013-2014 | 9e                       |
| 2014-2015 | 35e                      |
| 2015-2016 | 17e                      |
| 2016-2017 | 4e                       |
| 2017-2018 | 6e                       |
| 2018-2019 | 18e                      |
| 2021-2022 | 29e                      |
| 2022-2023 | 7e                       |
| 2023-2024 | 3e                       |
| 2024-2025 | 7e                       |

### Championnats du monde junior
| Épreuve / Édition | Liberec 2013 | Almaty 2015 |
| Individuel        | 5e           | Argent      |
| Par équipes       | Bronze       |             |

### Jeux olympiques de la jeunesse
- Médaille d'or par équipes en 2012 à Innsbruck.

### Grand Prix
- Vainqueur du classement général en 2013.
- 10 podiums individuels, dont 4 victoires.

### Coupe continentale
- 3 pidiums, dont 1 victoire.